# 궤도 천문대

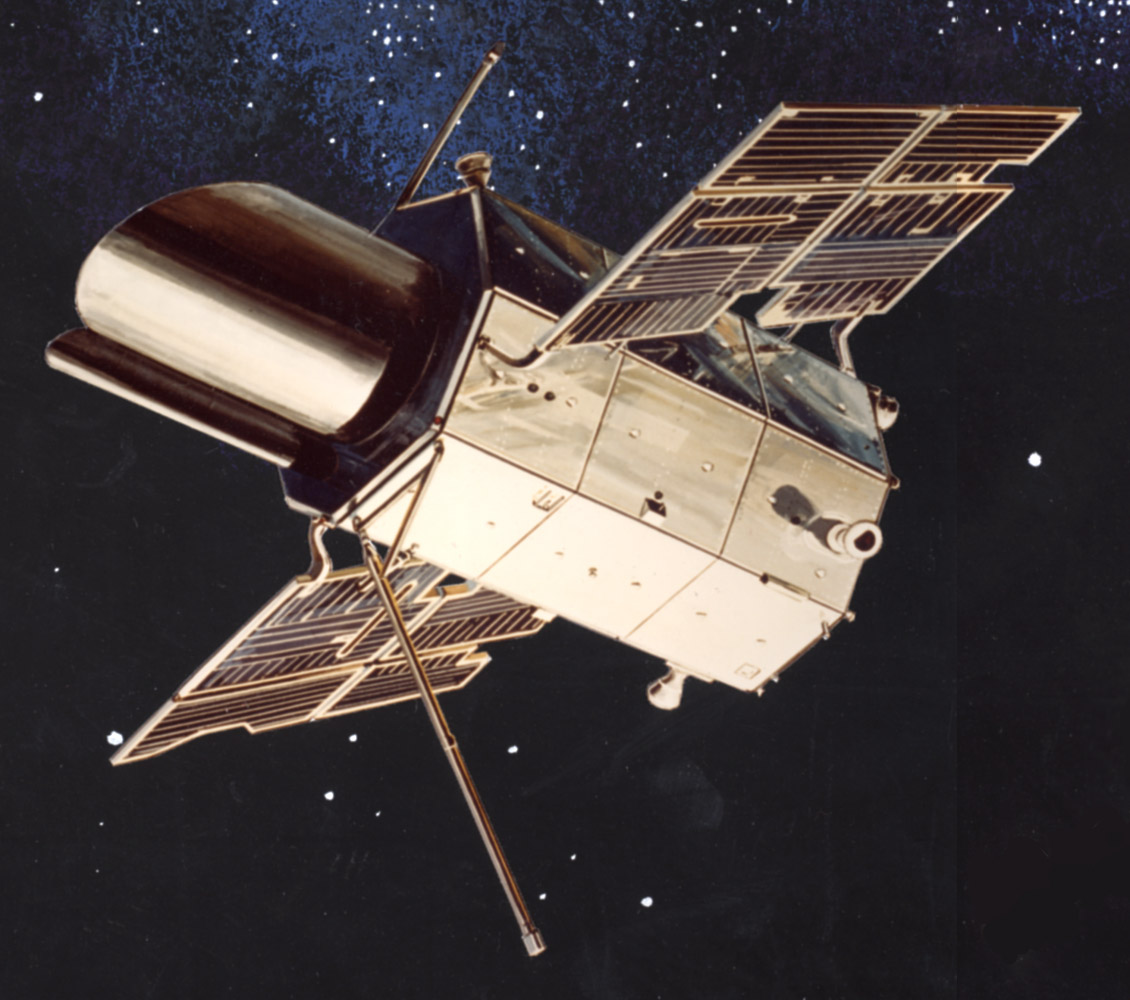

궤도 천문대(OAO, Orbiting Astronomical Observatory)는 1966년부터 1972년 사이에 미국 항공 우주국(NASA)가 발사한 4개의 미국 우주 관측소 시리즈로, NASA 천문학 책임자인 낸시 그레이스 로먼이 관리했다. 최초의 성공적인 우주 망원경을 포함한 이러한 관측소는 자외선으로 많은 물체에 대한 최초의 고품질 관찰을 제공했다. 두 개의 OAO 임무는 실패했지만, 다른 두 개의 임무가 성공하면서 천문학계 내에서 우주 기반 관측의 이점에 대한 인식이 높아졌고 허블 우주 망원경이 탄생하게 되었다.

## 같이 보기
- 허블 우주망원경